# 一塚古墳
一塚古墳（ひとつかこふん）は、現在の宮城県仙台市太白区鹿野1丁目にあった古墳である。直径20-30メートル。古墳時代中期あるいは後期の古墳と推定される円墳で、1906年に発掘され、墳丘下の石室から、石棺と銅鏡、勾玉、ガラス玉、金輪などの副葬品が発見された。後に破壊され、現存しない。

## 立地、構造と遺物

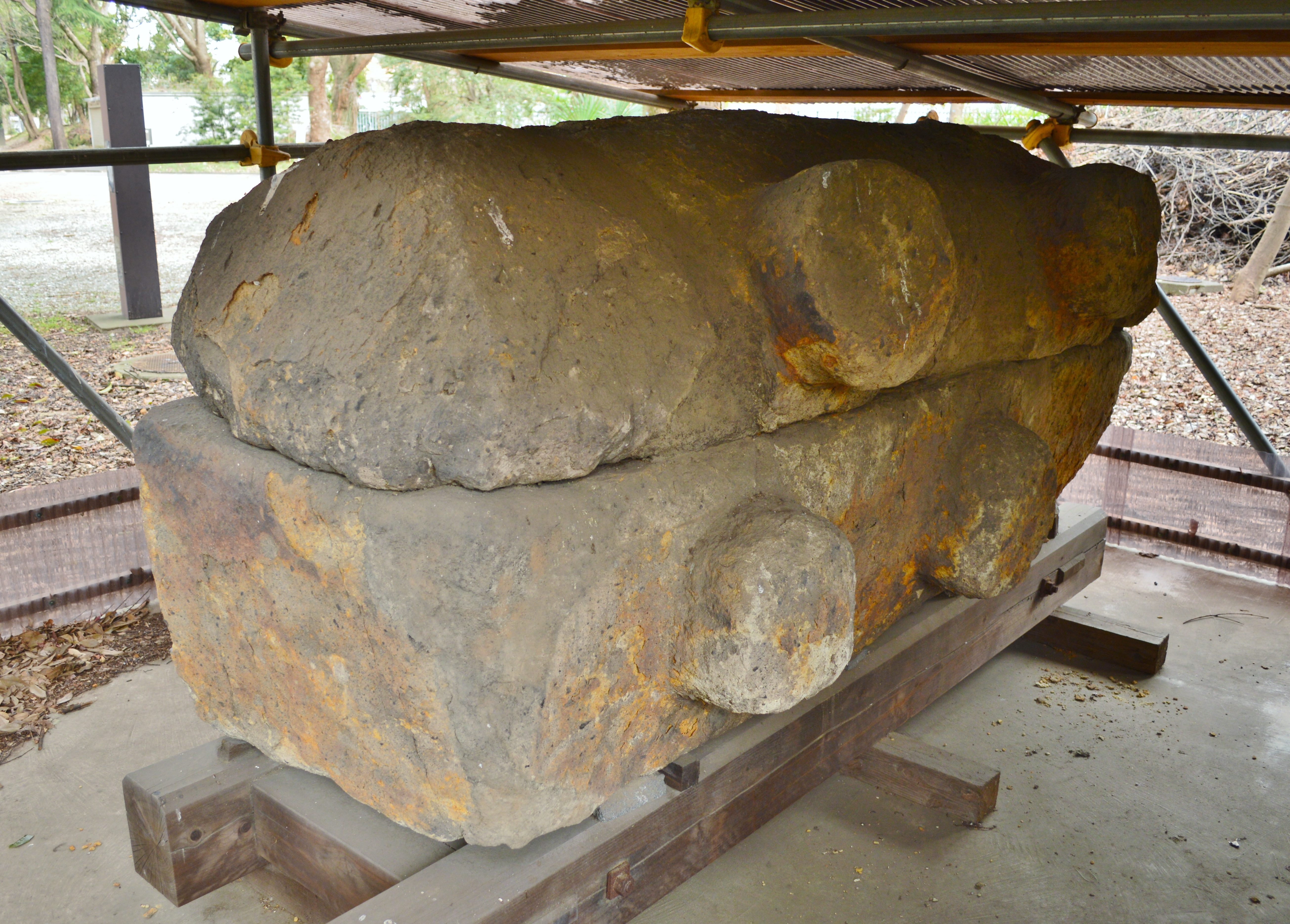
石棺東京国立博物館展示。

仙台市都心部から南西にある大年寺山の南方の沖積平地に造られた。かつては約300メートル西に二塚古墳があり、1キロメートルほど離れて北東に兜塚古墳、南西には裏町古墳があった。一塚古墳はこれらより後、6世紀頃に造られたと推定される。
直径は約36メートル、22-23メートル、15メートルともいい、高さは3.6メートルほどあった。前方後円墳説もあるが、円墳とする説が有力である。当時周囲は水田で濠の有無は不明、埴輪は見つからなかった。
1906年（明治39年）4月6日に発掘したところ、墳丘の下60センチほどのところに、石の破片を積み上げて作り、板状の石5枚で蓋をした竪穴式石室が見つかった。石室の中に家形石棺があったが、石室は棺に密着しており、石棺を置いてから築かれたのではないかという。棺の中には銅鏡などの副葬品が置かれた。
石棺は、墳丘の中心からやや外れたところにあった。内部を直方体の空洞を作るようにくりぬいた石で、上に蓋として乗る石が家の屋根のような傾斜を持つ。長さ238センチ、幅90センチ、蓋を除いた高さが58センチであった。上下とも、横に左右二つずつ短く太い円柱が突き出ており、縄をかけるためとされる。棺の中と、上下の石が接する部分には、朱が塗られていた。家形石棺とされるが、船形石棺に分類すべきとの説もある。
この石棺は東北地方では異色の立派なものである。考古学的発掘が未だ少なかった時代には大いに注目され、「畿内の大古墳から出るものに比して少しも遜色ない」と評されたが、後には「畿内関東出土の家形石棺に較べると、粗末な感じは覆いがた」いという評価も下された。
発掘時に石棺内部には水が溜まっており、人骨は見つからなかった。副葬品として、銅鏡（鳥文鏡）1枚。勾玉5個、瑠璃製小玉（ガラス玉）多数、滑石製小玉（臼玉）6個、金環1個が見つかった。鏡は、16.1センチメートルの白銅製で、背面の文様に磨耗がみられた。磨り減ったのは伝世を重ねたためと考えられる。後漢の後半に製作された舶載鏡と鑑定されたが、後には国産とも説かれた。小玉は中央に紐を通すための穴を持ち、滑石製は径約4センチメートル。ガラス玉は濃淡様々の青い玉が438個、緑色のものが20個あった。配置状態は不明である。金輪は針金状、金製で、別の形をしていたものが発掘後にゆがんだという。

## 発掘史と現況
古墳と判明する以前の江戸時代から、地元では水田中の二つの地面の高まりを一塚（ひとつか）、二塚（ふたつか）と呼んでいた。特に言い伝えがあるでもなく、発掘の数年前から塚の上は畑として耕作されていた。
当地が名取郡茂ヶ崎村に属していた1906年（明治39年）4月6日に、地主の佐藤彌惣吉が一塚の東北部を崩して土を取ろうとしたところ、中から石棺が見つかった。石室内部の石棺には水が溜まっていたが、その中から副葬品が得られた。遺物は帝室博物館に収められ、石棺は銅駝坊陳列館に寄贈された。陳列館の閉鎖で石棺が一時行方不明になったが、現在では石棺と遺物の大半が帝室博物館の後身である東京国立博物館に、鳥文鏡が東北歴史博物館にある。
1918年にも墳面は畑になっていたが、後に崩され、1950年頃は萱場製作所の寄宿舎が建っていた。さらに後、周囲は住宅地に変貌し、近くに仙台市立長町中学校ができた。仙台市教育委員会が立てた案内板のほかに、かつての古墳の存在をうかがわせるものはない。